# Calceomyces
Calceomyces is een monotypisch geslacht van schimmels dat behoort tot de familie Xylariaceae. Het bevat alleen Calceomyces lacunosus.